# 니콘 F80

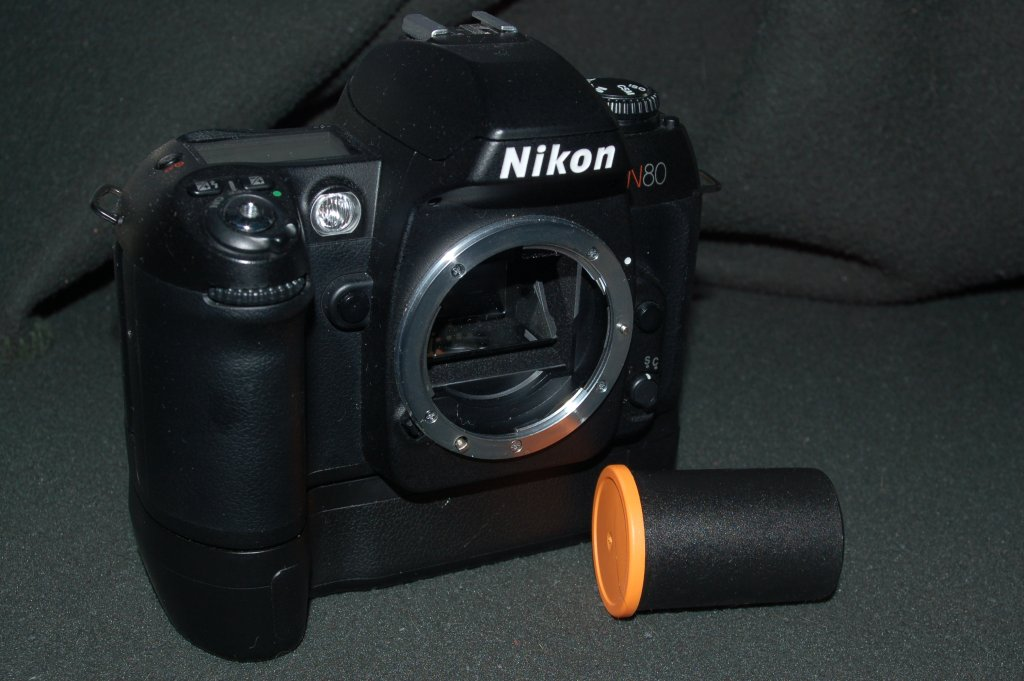
MB-16 배터리 그립이 장착된 니콘 N80

니콘 F80(미국지역에서는 N80)은 일본 기업인 니콘이 제조하는 필름용 일안 반사식 카메라이다. 프로슈머 – 다시 말해 조금 경험이 있는 아마추어 사진가 –를 주 고객층으로 하고 있다.

## 역사
니콘 F80은 2000년 1월 27일 발매되었다. 전 세계 소비자 시장에 발매되었다. 니콘 F80은 니콘 F70의 후속작이었다. 성공작이었던 니콘 F100에서 방수기능을 뺏고, 울퉁불퉁한 표면을 제거한 형태였다.
F80에는 세 가지 서브모델이 있다. F80과 F80QD, F80S 모델이 있다. F80QD는 카메라의 뒷면이 조금 다르다. F80과 F80QD에는 프레임에 날짜를 인쇄하는 기능이 들어가 있는 반면, F80S 모델에는 날짜 정보뿐만이 아니라 노출 정보를 프레임 사이사이에 출력해 넣는 기능이 들어가 있다.
니콘 F80은 니콘의 디지털 일안 반사식 카메라인 니콘 D100의 기반이 되었다. 2005년에는, 니콘이 F80의 후속작을 발표할 것이며, F6과 F80의 후속작 말고는 다른 모든 필름 카메라를 단종시킬 것이라는 소문이 돌기도 하였다. 2006년 초, 니콘은 그들이 니콘 F6과 니콘 FM10을 제외한 모든 필름 카메라를 단종시킬 의도가 있음을 공표하였다. 설사, 니콘이 F80의 후속작을 개발하였거나(계획하였거나) 했어도, 이제 그 후속작이 시장에 나오기는 어려울 것으로 보인다.

## 모양새
니콘 F80은 전통적인 니콘 카메라 바디의 모양새를 갖추고 있다. 검은색 플라스틱 바디를 갖고 있으며, 렌즈쪽 상단에 하얀색으로 "Nikon"이라고 새겨져 있다. 카메라 그립 안쪽에는 붉은색 고무 실선이 들어가 있다.